# Sandalodus
Sandalodus is een geslacht van uitgestorven draakvissen uit het Carboon.

## Beschrijving
De onderkaak van deze vis was bezet met sterk naar binnen gerichte tanden, terwijl de bovenkaak bezet was met verlengde, driehoekige tanden. De voorzijde van deze tanden was spits, terwijl de achterzijde breed afgeplat was. Het bijtvlak bevatte overlangse richels, waardoor het bovenvlak van de tandplaat op dwarsdoorsnede gegolfd was. Bovendien staken boven het tandplaat-oppervlak verticale staafjes van hard dentine uit.

## Leefwijze
Deze ± 200 cm lange vis leefde hoofdzakelijk in warme, ondiepe zeeën. Zijn voedsel bestond voornamelijk uit ongewervelden met dikke schalen, vermoedelijk ook koralen, die het dier met zijn tanden kraakte.

## Vondsten
Van deze vis werden slechts afzonderlijke tandplaten gevonden in Europa.